# Dominique Marcas
Dominique Marcas, de son vrai nom Marcelle Napoléone Jeanne Perrigault, est une actrice française née le 8 août 1920 à Dozulé (Calvados) et morte le 15 février 2022 à Illiers-l'Évêque (Eure).

## Biographie

### Carrière
Elle s'installe très jeune au Havre avant de déménager pour Verson en 1938. En 1940, elle devient institutrice dans l'Orne avant de monter à Paris où elle enseigne dans un cours privé en prenant des cours de théâtre. Elle prend le nom de scène de Dominique Marcas, en référence au rôle de « Dominique » interprété par Arletty dans Les Visiteurs du soir et Marcas en référence à Maria Casarès, amie de longue date.
L'un de ses rôles les plus remarquables est la folle Bretonne Sidonie Archignat, dans le feuilleton L'Île aux trente cercueils. L'actrice Claude Jade qui incarna la jeune héroïne, a écrit dans son livre de souvenirs Baisers envolés : « Dominique Marcas, petite bonne femme au visage de pomme ridée, était étonnante dans le rôle de vieille Bretonne, psalmodiant la malédiction qui s'abattra sur Sarek : "En l'an quatorze et trois, quatre femmes, quatre croix, quatre femmes en croix !" et, assise dans sa brouette, elle partait d'un rire imbécile qui faisait froid dans le dos... »
Elle a été nommée au grade d'officier de l'ordre des Arts et des Lettres.

### Vie privée
Elle vécut à Paris 148 rue de Vaugirard et 6 rue Asseline dans les mêmes immeubles que Maria Casarès, puis à Butry-sur-Oise rue de Parmain. Elle a passé ses dernières années au Brémien Notre Dame à Illiers-l'Évêque.

### Décès
Jusqu'à sa mort survenue le 15 février 2022 à Illiers-l'Évêque (Eure) à l'âge de 101 ans, elle fit partie des actrices centenaires aux côtés de la Belge Sabine André (1913-2011), de la Serbe Branka Veselinović (1918-2023), des Françaises Dorette Ardenne (1909-2001) et Lucienne Legrand (1920-2022), et de l'Américaine Marsha Hunt (1917-2022).
Elle est inhumée au cimetière communal d'Illiers-l'Évêque.

## Théâtre
- 1951 : Lorsque l’enfant paraît d’André Roussin, mise en scène Louis Ducreux, théâtre de l’Île-de-France
- 1962 : Johnnie Cœur de Romain Gary, mise en scène François Périer, théâtre de la Michodière
- 1964 : Le Garde-chasse de Lazare Kobrynski d'après Anton Tchekhov, théâtre du Tertre
- 1965 : Léo Burckart de Gérard de Nerval et Alexandre Dumas, mise en scène Pierre Arnaudeau, théâtre du Tertre
- 1972 : Heureusement ce n'est pas tous les jours dimanche de Jean-Jacques Varoujean, mise en scène Gabriel Cinque, théâtre du Tertre
- 1977 : La Mante polaire de Serge Rezvani, mise en scène Jorge Lavelli, théâtre de la Ville
- 1989 : Le Fidèle de Pierre de Larivey, mise en scène Jean-Marie Villégier, Théâtre national de Chaillot
- 1990 : Le Songe d'une nuit d'été de William Shakespeare, Festival d'Avignon, Théâtre national de Chaillot
- 1991 : Phèdre de Racine, théâtre d'Évreux, Théâtre national de Strasbourg, théâtre de Caen, tournée
- 1992 : Phèdre de Racine, théâtre de l'Est parisien, théâtre de la Manufacture, tournée
- 1993 : Phèdre de Racine, mise en scène Jean-Marie Villégier, Maison de la Culture de Bourges, Théâtre national de Belgique, théâtre de Nice, tournée
- 1994 : La Troade de Robert Garnier, mise en scène Jean-Marie Villégier, Auditorium du Louvre, Théâtre national de Strasbourg, théâtre de Caen
- 1994 : La Colonie de Marivaux, mise en scène Jean-Marie Villégier, Théâtre national de Strasbourg, théâtre de Caen
- 1995 : Héraclius de Corneille, mise en scène Jean-Marie Villégier, théâtre de l'Athénée-Louis-Jouvet
- 1995 : Médée de Corneille, mise en scène Jean-Marie Villégier, Auditorium du Louvre
- 1996 : Cosroès de Jean de Rotrou, mise en scène Jean-Marie Villégier, théâtre de l'Athénée-Louis-Jouvet
- 1996 : Bradamante de Robert Garnier, mise en scène Jean-Marie Villégier, Auditorium du Louvre
- 1997 : Antigone ou la Piété de Robert Garnier, mise en scène Jean-Marie Villégier, Auditorium du Louvre
- 1998 : Les Juives de Robert Garnier, mise en scène Jean-Marie Villégier, Auditorium du Louvre
- 2005–2006 : Les Grelots du fou de Luigi Pirandello, mise en scène Claude Stratz, théâtre du Vieux-Colombier puis théâtre des Célestins
- 2008–2009 : Fin de partie de Samuel Beckett, mise en scène Charles Berling, Théâtre de l'Atelier puis théâtre des Célestins

## Filmographie

### Cinéma

#### 1950–1959
- 1950 : Gunman in the Streets de Frank Tuttle
- 1950 : Le Traqué de Borys Lewin
- 1950 : Justice est faite d'André Cayatte
- 1951 : Gibier de potence d'André Baud et Roger Richebé
- 1951 : Un grand patron d'Yves Ciampi
- 1952 : Les Dents longues de Daniel Gélin
- 1952 : L'Amour, Madame de Gilles Grangier
- 1952 : Le Crime du Bouif d'André Cerf
- 1952 : Adorables Créatures de Christian-Jaque
- 1952 : Les Belles de nuit de René Clair
- 1952 : Le Plus Heureux des hommes d'Yves Ciampi
- 1952 : Elle et moi de Guy Lefranc
- 1953 : Rue de l'Estrapade de Jacques Becker
- 1953 : Jeunes Mariés, de Gilles Grangier
- 1953 : La Loterie du bonheur de Jean Gehret
- 1953 : L'Appel du destin de Georges Lacombe
- 1953 : Femmes de Paris de Jean Boyer : Magda
- 1953 : Un acte d'amour d'Anatole Litvak
- 1954 : Destinées de Jean Delannoy, Christian-Jaque, Marcello Pagliero
- 1954 : Le Guérisseur d'Yves Ciampi
- 1954 : Papa, maman, la bonne et moi de Jean-Paul Le Chanois : Henriette
- 1955 : Chantage de Guy Lefranc
- 1955 : Les Fruits de l'été de Raymond Bernard
- 1956 : La Bande à papa de Guy Lefranc
- 1956 : Papa, maman, ma femme et moi de Jean-Paul Le Chanois : la cliente de la voyante
- 1956 : Notre-Dame de Paris de Jean Delannoy
- 1957 : La Peau de l'ours de Claude Boissol
- 1957 : Donnez-moi ma chance de Léonide Moguy
- 1958 : Suivez-moi jeune homme de Guy Lefranc

#### 1960–1979
- 1960 : Le Baron de l'écluse de Jean Delannoy : une femme dans l’aérodrome
- 1963 : Les Bricoleurs de Jean Girault
- 1963 : Faites sauter la banque de Jean Girault : une habitante du quartier
- 1964 : Du grabuge chez les veuves de Jacques Poitrenaud
- 1967 : Les Grandes Vacances de Jean Girault : la pompiste
- 1967 : L'Auvergnat et l'Autobus de Guy Lefranc
- 1971 : Juste avant la nuit de Claude Chabrol
- 1971 : Un beau monstre de Sergio Gobbi : une voisine
- 1972 : Liza de Marco Ferreri : une servante
- 1974 : Le Mouton enragé de Michel Deville
- 1975 : Aloïse de Liliane de Kermadec
- 1975 : Une partie de plaisir de Claude Chabrol
- 1975 : Zig-Zig de László Szabó
- 1976 : La Marge de Walerian Borowczyk
- 1976 : Monsieur Albert de Jacques Renard : Mme Masure

#### 1980–1999
- 1981 : La Gueule du loup de Michel Léviant
- 1983 : À mort l'arbitre, de Jean-Pierre Mocky
- 1984 : Gwendoline de Just Jaeckin
- 1984 : Liste noire d'Alain Bonnot : la réceptionniste
- 1985 : La Consultation, court métrage de Radovan Tadic
- 1987 : Si le soleil ne revenait pas de Claude Goretta
- 1989 : Erreur de jeunesse de Radovan Tadic
- 1990 : Docteur Petiot de Christian de Chalonge : Madame Valéry
- 1990 : La Putain du roi d'Axel Corti : un cuisinier
- 1990 : Lacenaire de Francis Girod
- 1991 : A Star for Two de Jim Kaufman
- 1992 : Albert souffre de Bruno Nuytten
- 1992 : La Vie de bohème d'Aki Kaurismäki : la brocanteuse
- 1993 : Roulez jeunesse ! de Jacques Fansten : Jacqueline
- 1994 : Grosse Fatigue de Michel Blanc : la femme no 1
- 1995 : Élisa de Jean Becker
- 1995 : Les Anges gardiens de Jean-Marie Poiré : mère Angelina
- 1995 : Muriel fait le désespoir de ses parents de Philippe Faucon
- 1996 : Ma femme me quitte de Didier Kaminka
- 1998 : Cantique de la racaille de Vincent Ravalec : la vieille de l’immeuble
- 1999 : C'était là depuis l'après-midi de Stéphane Metge court métrage
- 1999 : Jeanne d'Arc de Luc Besson : l’Inquisiteur de Poitiers

#### 2000–2013
- 2001 : Mortel Transfert de Jean-Jacques Beineix : la bibliothécaire
- 2001 : Rue du retrait de René Féret : Mado Bidois
- 2002 : À l'abri des regards indiscrets court métrage de Ruben Alves et Hugo Gélin : la commère no 2
- 2002 : Bloody Mallory de Julien Magnat : la cliente vampire
- 2002 : Le Papillon de Philippe Muyl : la grand-mère de Sébastien
- 2003 : L'Enfant du pays : la gouvernante
- 2003 : Le Pharmacien de garde de Jean Veber : Mme Chaussois
- 2003 : Les Mains vides de Marc Recha : Mme Catherine
- 2005 : Nos amis les Terriens de Bernard Werber
- 2006 : Nocturnes d'Henry Colomer : la marraine
- 2007 : Souffrance de Aytl Jensen : Colette
- 2010 : L'Autre Dumas de Safy Nebbou : Milie
- 2010 : Nannerl, la sœur de Mozart, de René Féret : la mère abbesse
- 2012 : Main dans la main de Valérie Donzelli : Mouna
- 2013 : Pas très normales activités de Maurice Barthélémy : mamie Luce

### Télévision

#### 1961–1979
- 1961 : Le Théâtre de la jeunesse : Cosette d'après Les Misérables de Victor Hugo, réalisation Alain Boudet
- 1971 : Sous le soleil de Satan de Pierre Cardinal
- 1972 : La Lumière noire de Pierre Viallet
- 1972 : Pot-Bouille d'Yves-André Hubert
- 1972 : La Mare au diable de Pierre Cardinal
- 1973 : Témoignages, épisode Marcel ou Paul ?
- 1973 : L'Enlèvement de Jean L'Hôte
- 1973 : Karatekas and Co d'Edmond Tiborovsky
- 1975 : Les Brigades du Tigre, épisode Le défi de Victor Vicas
- 1975 : Le Secret des dieux de Guy-André Lefranc
- 1975 : Les Enquêtes du commissaire Maigret (série télévisée) épisode La Guinguette à deux sous de René Lucot
- 1976 : François le Champi de Lazare Iglesis
- 1978 : Les Eygletière de René Lucot et Louis A. Pascal
- 1978 : La Filière de Guy-André Lefranc
- 1979 : La Petite Fadette de Lazare Iglesis
- 1979 : Une fille seule de René Lucot
- 1979 :  Désiré Lafarge  épisode : Désiré Lafarge suis le mouvement de Guy Lefranc
- 1979 : L'Éblouissement de Jean-Paul Carrère
- 1979 : Médecins de nuit de Nicolas Ribowski , épisode : Disco (série télévisée)
- 1979 : L'Île aux trente cercueils de Marcel Cravenne : Sidonie Archignat

#### 1980–1999
- 1980 : Histoires étranges de Pierre Badel et Peter Kassovitz
- 1980 : L'Enterrement de Monsieur Bouvet de Guy-André Lefranc
- 1981 : Les Héritiers, épisode : Les Brus de Juan Luis Buñuel
- 1981 : Anthelme Collet ou le Brigand gentillhomme de Jean-Paul Carrère
- 1982 : Le Retour d'Elisabeth Wolff de Josée Dayan
- 1983 : Capitaine X de Bruno Gantillon
- 1983 : Dans la citadelle de Peter Kassovitz
- 1984 : Le Dialogue des Carmélites de Pierre Cardinal : Mère Jeanne (la doyenne)
- 1984 : L'Âge vermeil de Roger Kahane
- 1985 : Les Amours des années 50, épisode  Les Scorpionnes de Jean-Paul Carrère
- 1985 : L'Énigme blanche de Peter Kassovitz
- 1988 : La Sonate pathétique de Jean-Paul Carrère
- 1988 : Lundi noir  de Jean-François Delassus
- 1991 : L'Huissier de Pierre Tchernia
- 1992 : Maigret, épisode  Maigret et les plaisirs de la nuit de José Pinheiro
- 1992 : Papa et rien d'autre de Jacques Cortal
- 1993 : Ferbac, épisode  Le Crime de Ferbac de Bruno Gantillon
- 1994 : Le Clandestin de Jean-Louis Bertuccelli
- 1995 : Pour une vie ou deux de Marc Angelo
- 1996 : J'ai rendez-vous avec vous de Laurent Heynemann
- 1997 : Madame Dubois - Hôtel Bellevue de Jean-Pierre Améris
- 1997 : Le Surdoué d'Alain Bonnot
- 1999 : PJ, épisode Casting de Frédéric Krivine

#### 2000–2014
- 2000 : Une femme d'honneur, épisode  Mort clinique d'Alain Bonnot
- 2001 : Avocats et Associés, épisode  L'Enfant battu de Philippe Triboit
- 2001 : H, épisode  Une histoire de dentiste de Frédéric Berthe
- 2001 : Madame de… de Jean-Daniel Verhaeghe
- 2002 : Maigret, épisode  Signé Picpus de Jacques Fansten : Madame Biron
- 2004 : Milady de Josée Dayan : La mère supérieure
- 2009 : Folie douce de Josée Dayan
- 2014 : Imagine de Maria Lopez : Gisèle